# Martin Pado
 (mai 2025).
Si vous disposez d'ouvrages ou d'articles de référence ou si vous connaissez des sites web de qualité traitant du thème abordé ici, merci de compléter l'article en donnant les références utiles à sa vérifiabilité et en les liant à la section « Notes et références ».
Pour les articles homonymes, voir Pado.
*Martin Pado est un homme politique slovaque, né le 16 mai 1959 à Michalovce.
Du 8 février 2006 au 4 juillet 2006, il exerce les fonctions de ministre de l'Intérieur (en slovaque : minister vnútra) dans le deuxième gouvernement de Mikuláš Dzurinda. À ce poste, il a remplacé Vladimír Palko, qui exerçait ces responsabilités depuis le 16 octobre 2002.